# Szczyrk
Szczyrk (německy Schirk) je město v okrese Bílsko-Bělá, Slezské vojvodství v Polsku.
Turisticko–rekreační středisko nacházející se částečně v krajinném parku Park Krajobrazowy Beskidu Śląskiego. Je to sídlo městské gminy Szczyrk. Městská práva obdržel 1. ledna 1973.
V letech 1975–1998 bylo město pod administrativou Bílského vojvodství.

## Název
Pro název města je několik variant např. od "szczyrkania" zvuků zvonků pasoucích se ovcí nebo "szczerk" (nářečně: štěrk) kamení (štěrku) nacházející se v údolí řeky Żylice, případně od zurčící vody (szczerkać > zurčet) řeky Żylice.

## Poloha
Szczyrk se nachází jižně města Bílsko-Bělé, na severovýchod od města Visly, na severozápad od města Żywiec, v údolí řeky Żylice, ve Slezských Beskydech. Město se rozkládá v nadmořské výšce od 470 m do 1257 m na rozloze 39,07 km², z toho 70 % pokrývají lesy. Nejnižší místo se nachází u hranice s vesnicí Buczkowice (470 m n. m.), nejvyšším je vrchol hory Skrzyczne (1257 m n. m.). Szczyrk je součástí Euroregionu Beskydy.

### Sousední gminy
gmina Szczyrk sousedí s gminami:
- Brenna (okres Těšín)
- Buczkowice (okres Bílsko-Bělá)
- Lipowa (okres Żywiec)
- Wilkowice (okres Bílsko-Bělá)

městské gminy: Bílko-Bělá a Visla (okres Těšín)

### Části města
Becyrk, Beskid, Beskidek, Biały Krzyż, Bieniadka, Bieńków, Bieńkula, Biła, Bobula, Borowina, Bugaj, Byrdów, Cerchlisko, Ciche, Czyrna, Doliny, Drodzyska, Dunacie, Gacioki, Górka, Hala Podskrzyczeńska, Hondraski, Jajconka, Jaworzyna, Karkoszczonka, Kaźmirula, Kępki, Kępy, Kotarz, Krupówki, Krzyków, Kubaszki, Kurówki, Lanckorona, Łączysko, Łąki, Majchrówka, Malinów, Migdalskie, Młaki, Mocarze, Mojsokula, Nad Meszną, Nowoć, Pasieki, Pezdówka, Piekło, Płończycka, Pod Beskidem, Pod Brzeziny, Podskole, Podzwalisko, Porębskich, Pośrednie, Reich, Rombaniska, Salmopol, Sialisiokula, Sidzinów, Siodło, Skality, Stanickowskie, Stawisko, Suche, Szczyrk Dolny, Szczyrk Górny, Szewcula, Śliwiacka Łąka, Świniarki, Urbaczkula, Wawrzutka, Wiatrówka, Wielki Kęs, Więzikówka, Wyrobiska, Zachańderka, Zagrody, Zapalenica, Zaprzelina, Za Wodą, Zwalisko.

## Historie
První zmínky o osídlení Valachy, Maďary, Rakušany, Čechy a Slováky jsou z 15. století. V roce 1630 byl zdokumentován počet obyvatel pro potřebu placení daní. Výměra jednotlivých pozemků osadníkům byla určována tak, že tzv. zarębek (obdoba lánu), který byl vyznačen od osy údolí, horal–osadník (zarębník) obdržel stejný díl pozemku na lépe i hůře nasluněném úbočí. Počátkem 18. století se mimo rolnictví začaly rozvíjet i jiné druhy hospodářství jako pastevectví a dřevorubectví, produkce dřeva byla určena hlavně pro potřebu hornoslezského průmyslu. V roce 1808 ve Szczyrku bylo 172 zarębníků.
Podle rakouského sčítání lidu z roku 1900 ve Szczyrku v 411 domech na rozloze 1896 ha žilo 2465 obyvatel (hustota zalidnění 130 obyv./km2), z toho bylo 2248 (91,2%) katolíků, 13 (0,5 %) osob židovského vyznání a 4 (0,2 %) jiné víry. V Salmopolu (dnešní část města) ve 33 domech na rozloze 26 ha žilo 169 obyvatel (hustota zalidnění 650 obyv./km2) z čehož bylo 50 (29,6 %) katolíků a 119 (70,4 %) jiné vyznání, hlavně evangelíků.
Po první světové válce se začal rozvíjet turistický ruch. Prvními noclehárnami byly objekty rakouské armády kasárna a vojenské lazarety. V roce 1924 na hoře Skrzyczne byl postaven turistický přístřešek pro lyžaře německou turistickou společností Beskidenverein, kdežto horská chata začala fungovat v roce 1933. V roce 1927 byl Salmopol připojen k Szczyrku. Oblast byla osvobozena oddíly Rudé armády 22. února 1945. Městská práva obdržel 1. ledna 1973.

## Demografie
V roce 2016 ve vesnici žilo 5734 obyvatel (z toho 2708 mužů a 3026 žen). 
Ve Szczyrku jsou dvě základní školy, tři gymnasia (v Polsku pojem gymnasium je pro 2.stupeň ZŠ) a sportovní škola. Gymnázium (typ střední školy) je v Polsku lyceum.

## Památky
- Kostel svatého Jakuba Staršího je dřevěný kostel, který pochází z let 1798–1800
- Sanktuarium Matky Boží Královny Polska (Sanktuarium na Górce)
- Evangelický kostel (Szczyrk Salmopol)

## Transport
Městem vede vojvodská silnice DW942.

## Sport a turistika
Ve Szczyrku jsou střediska zimních sportů jako např.:
- Lyžařské středisko centrálního sportovního střediska – Středisko olympijských příprav ve Szczyrku
- Lyžařské středisko Czyrna-Solisko v Szczyrku na svazích Małe Skrzyczne s proslavenými tratěmi Bieńkula a Golgota
- Školní a rekreační středisko Beskidek ve Szczyrku-Biła na severovýchodních svazích Beskidka
- Lyžařský komplex Bílý Kříž v Salmopolském průsmyku
- Komplex skokanských můstků ve Skalite
- Jeskyně: Ledová, Salmopolska, Malinowska, v Klimczoku

Městem procházejí turistické trasy:
- Szczyrk Górka - Chata na Groniu - Bystra
- Ostre – Skrzyczne – Szczyrk Centrum – chata PTTK na Klimczoku – Bystra – Wilkowice
- Wilkowice – Bystra – průsmyk Kołowrót – sedlo pod Klimczokiem – Szczyrk Biła – Szczyrk Centrum – Skrzyczne – Malinowska Skała – Barania Góra
- Szczyrk Centrum – Szczyrk Biła – průsmyk Karkoszczonka – Brenna Bukowa
- Szyndzielnia – Sedlo pod Klimczokiem – průsmyk Karkoszczonka – Beskid Węgierski – Grabowa – Szczyrk průsmyk Salmopolska – Malinów – Malinowska Skała
- Szczyrk Solisko – Malinów pokračování po
- Stezka dřevěné architektury ve Slezsku

## Partrnerská města
- Jászkisér, Maďarsko
- Mikołajki, Polsko
- Zetel, Německo

## Galerie

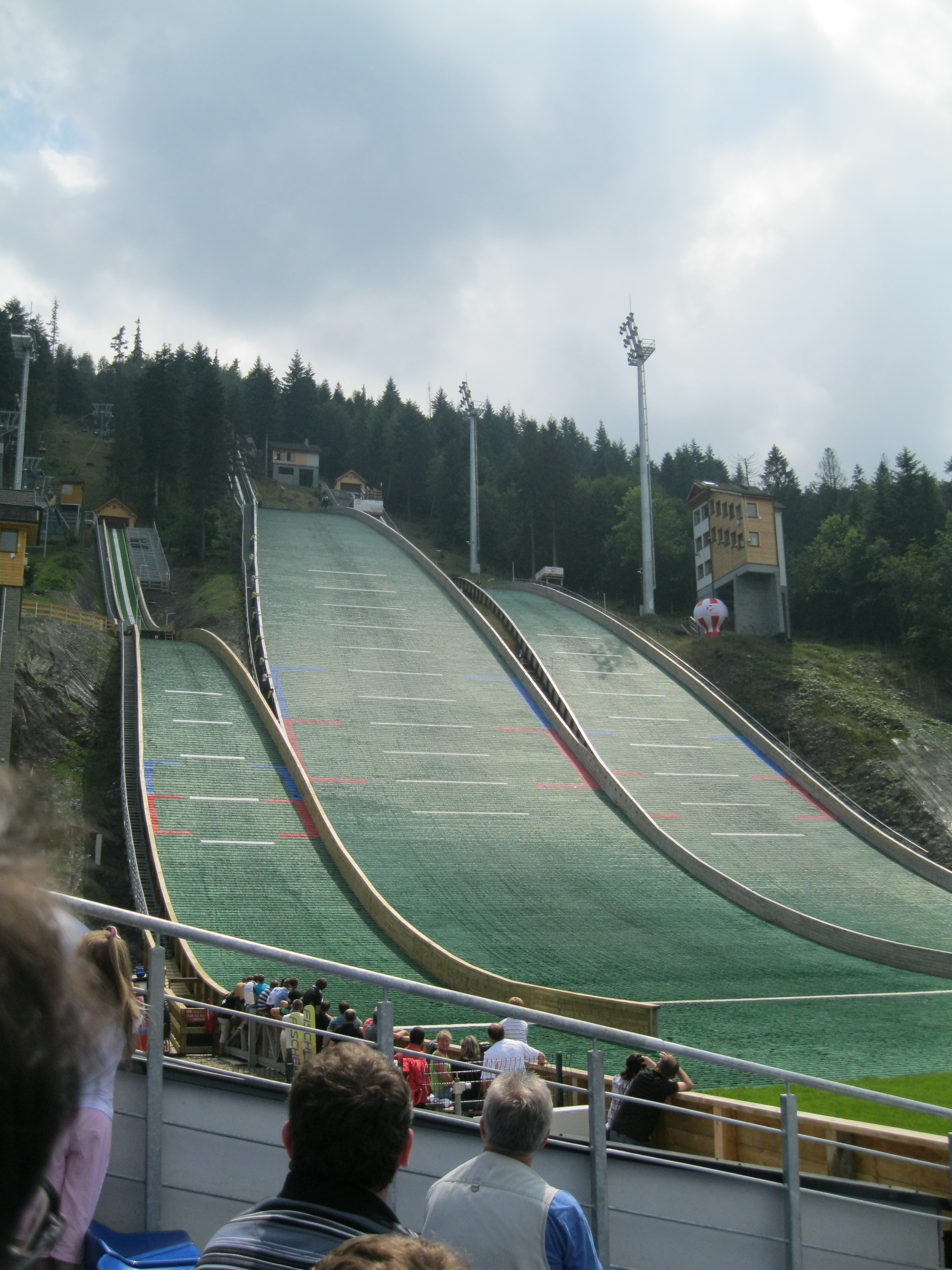
Skokanské můstky ve Skalité
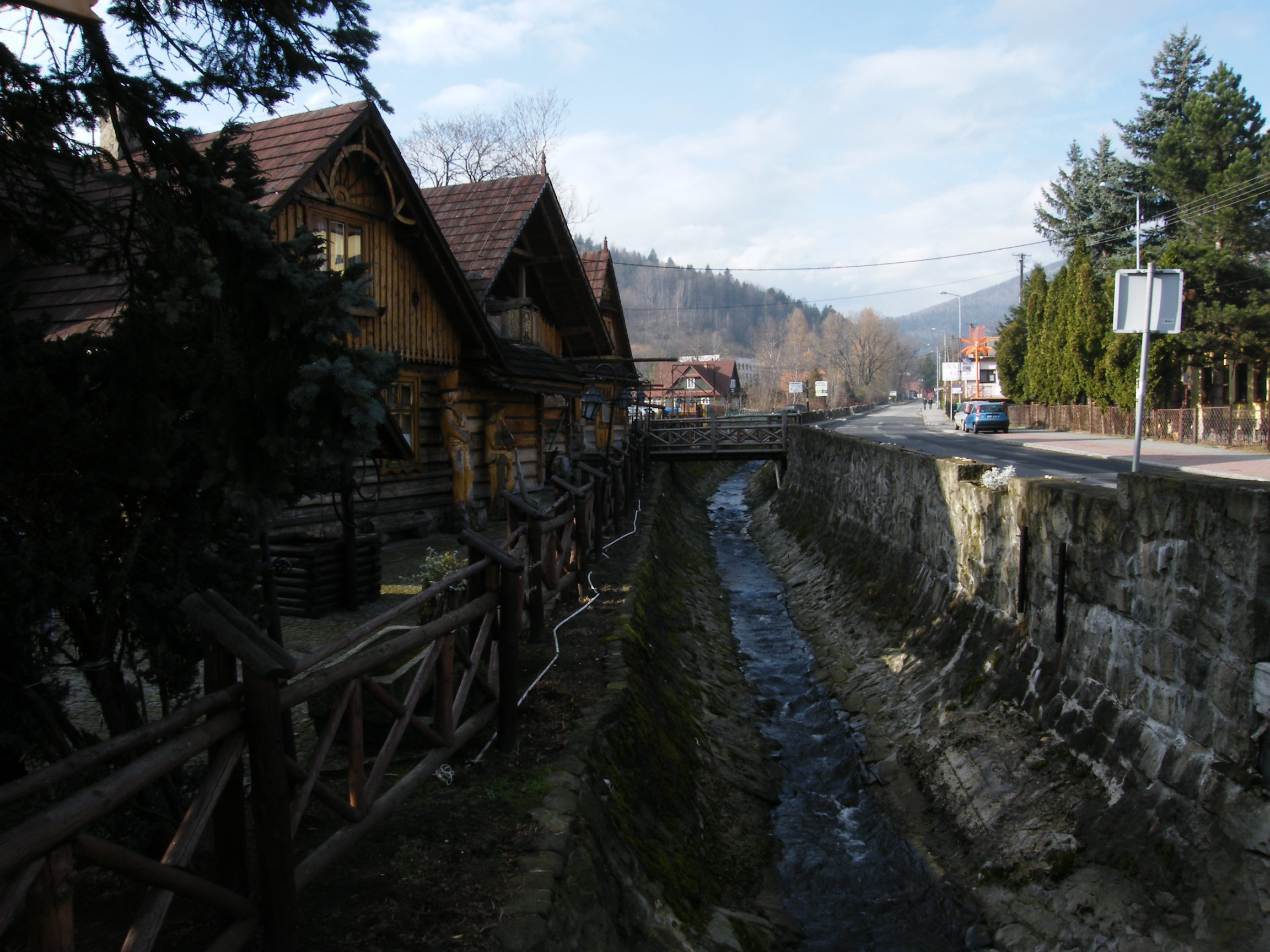
Szczyr ulice Górska
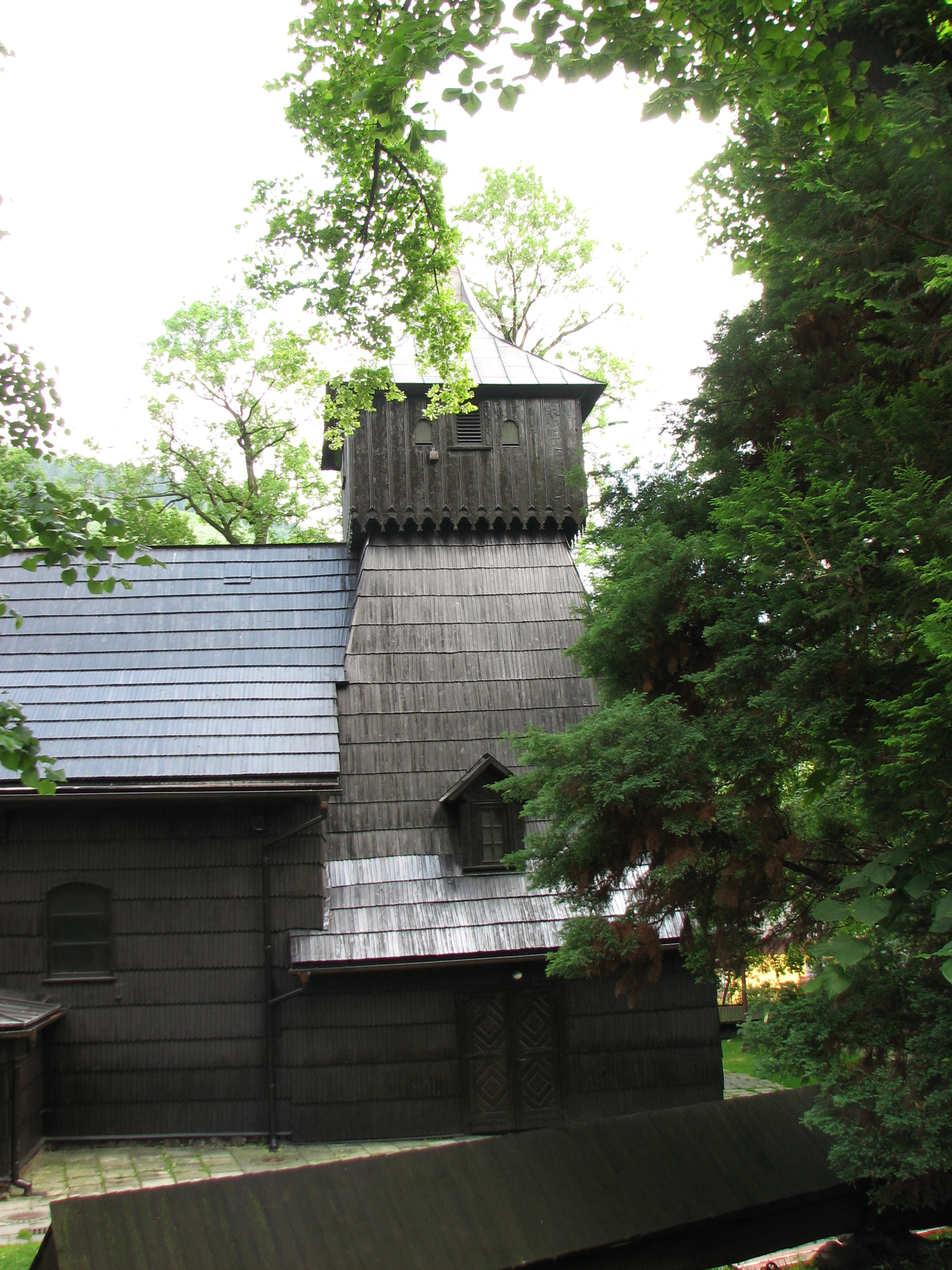
Dřevěný kostel svatého Jakuba Staršího
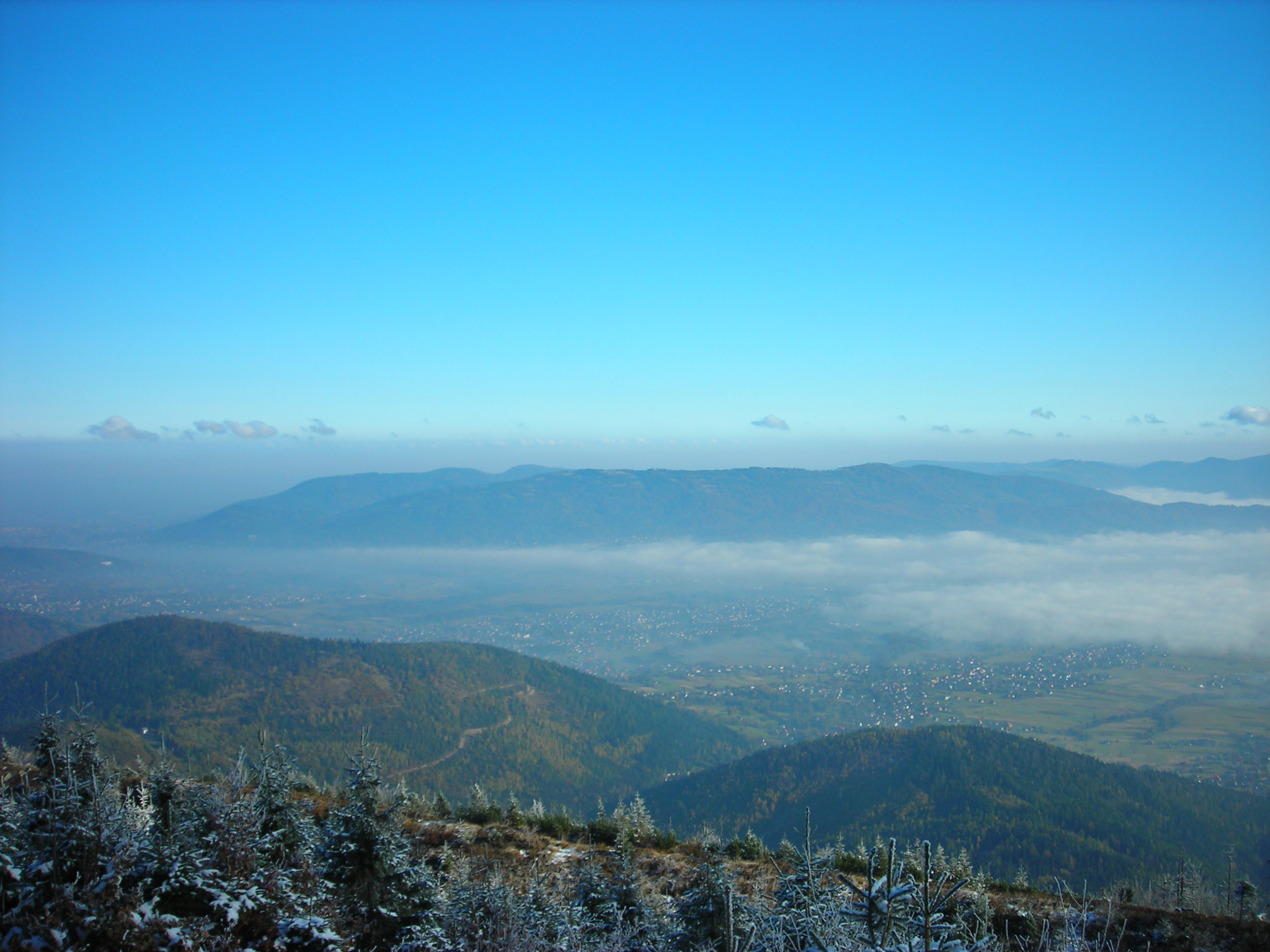
Pohled na Szczyrk ze Skrzyczne
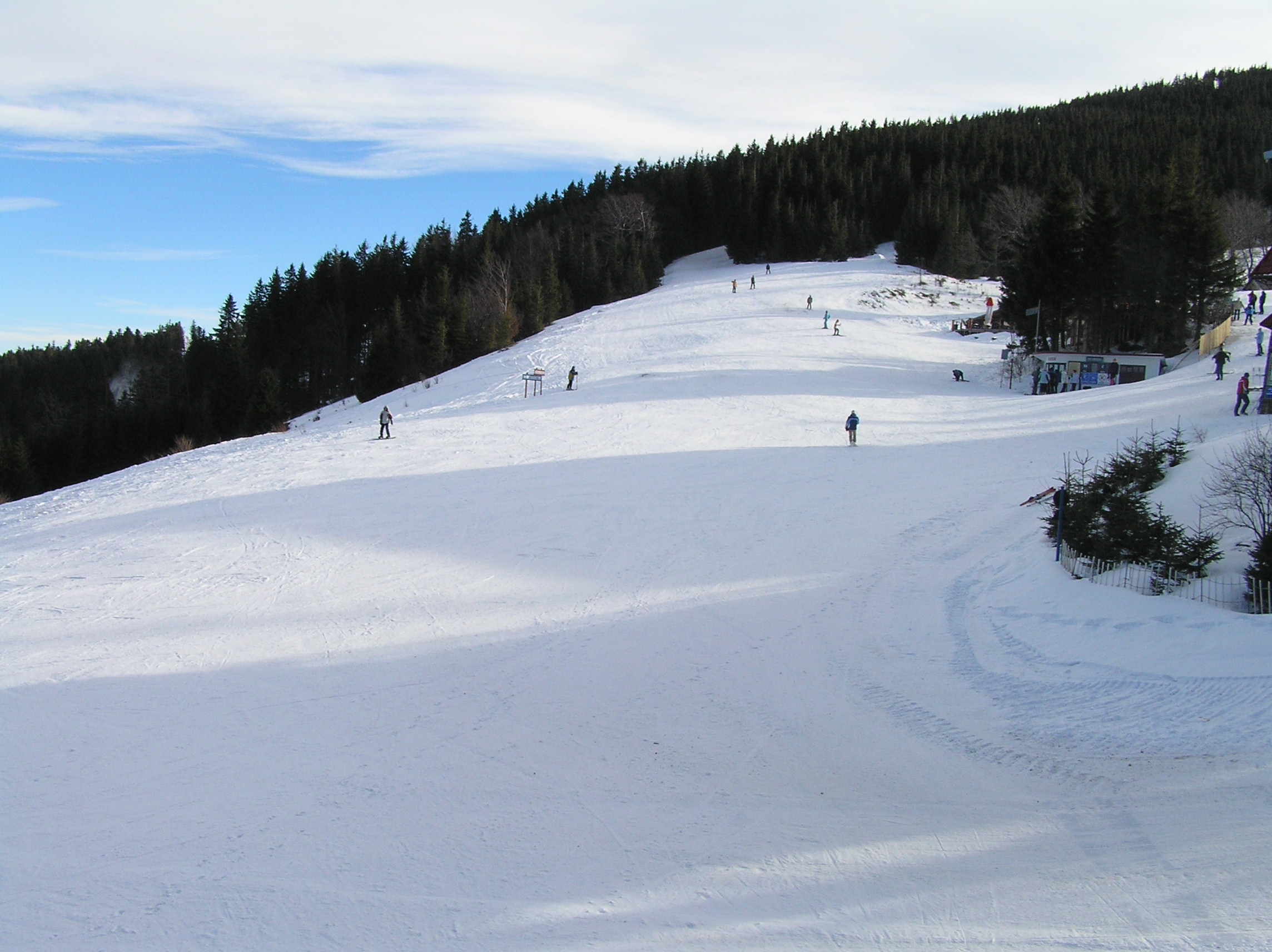
Sjezdovka na svahu Skrzyczne
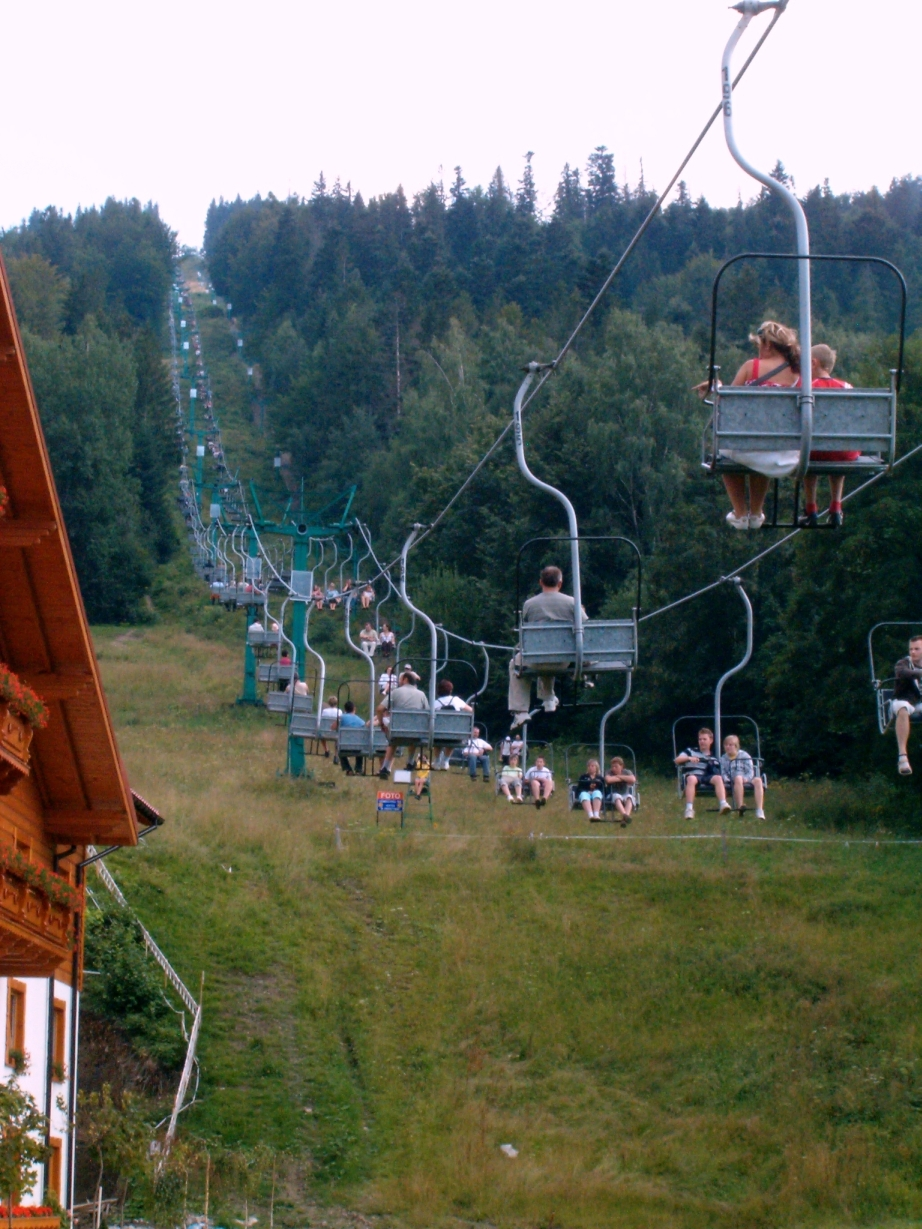
Lanovka na Skrzyczne